# پل اورسلن

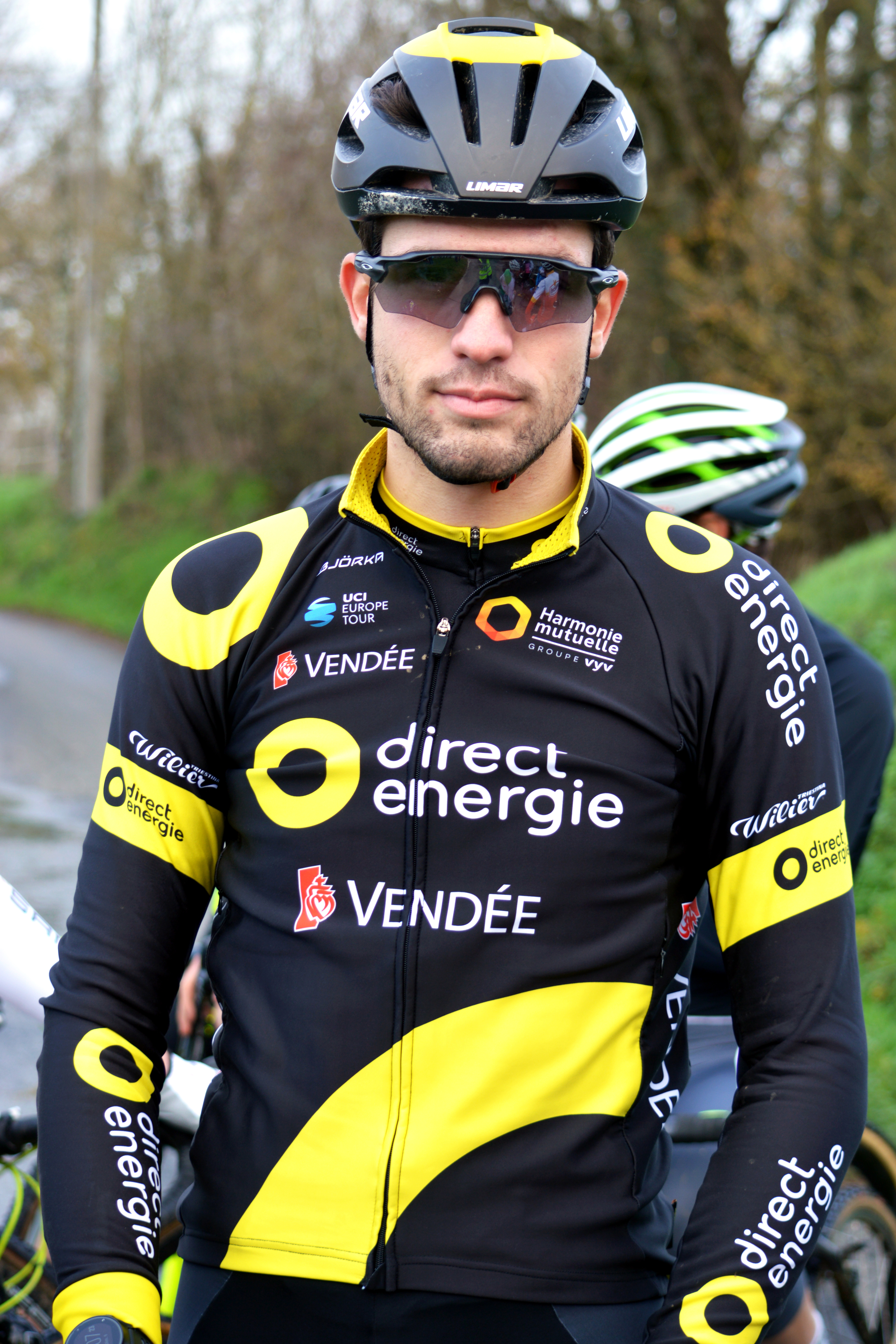
پل اورسلن در سال ۲۰۱۸

پل اورسلن (فرانسوی: Paul Ourselin‎؛ زادهٔ ۱۳ آوریل ۱۹۹۴ ‏(۳۰ سال)) دوچرخه‌سوار اهل فرانسه است.
از باشگاه‌هایی که در آن رکاب زده‌است می‌توان به تیم دوچرخه‌سواری دیرکت انرژی، اشاره کرد.